# Webera ulei
Webera ulei är en bladmossart som först beskrevs av C. Müller, och fick sitt nu gällande namn av Brotherus 1904. Webera ulei ingår i släktet Webera och familjen Bryaceae. Inga underarter finns listade i Catalogue of Life.